# Johannes Riedel (Skispringer)
Johannes Riedel ist ein ehemaliger deutscher Skispringer.

## Werdegang
Riedel gehörte ab 1948 der Sektion Ski der SG Pöhla an, deren erster Sektionsleiter er wurde. Bei seiner ersten Vierschanzentournee 1961/62 erreichte er in Innsbruck auf der Bergiselschanze nur einen schwachen 46. Platz. Zum Tourneeabschluss landete er in Bischofshofen auf dem 16. Platz und erreichte mit diesen zwei Ergebnissen am Ende den 70. Platz der Gesamtwertung. Diesen Gesamtrang wiederholte er bei der folgenden Vierschanzentournee 1962/63, obwohl er von dieser nur das Springen in Innsbruck bestritt, jedoch dort nach Bischofshofen im Vorjahr wieder auf Rang 16 sprang.
1974 (laut Ortschronik 1973) wurde auf Initiative von Initiative von Riedel, des VEB Waschgerätewerkes Schwarzenberg und der damaligen SED-Kreisleitung auf der Pöhlbachschanze die „Erzgebirgsmattentournee“ ins Leben gerufen, die noch heute aktiv ausgetragen wird.

## Erfolge

### Vierschanzentournee-Platzierungen
| Saison  | Platz | Punkte |
| ------- | ----- | ------ |
| 1961/62 | 70.   | 383,1  |
| 1962/63 | 70.   | 200,3  |